# از روی عشق
از رویِ عشق (لهستانی: Z miłości) یک فیلم درام لهستانی است که در سال ۲۰۱۱ منتشر شد.

## گزیدهٔ بازیگران
- مارتا نیرداکیویچ
- دانیل اولبریخسکی
- اوا شیکولسکا
- آنا ایلچوک
- لشک لیخوتا